# Edouard Gaussen
Fernand Édouard Auguste Gaussen, född 1869 i Clairac, död 1952 i Paris, var en fransk diplomat.
Gaussen trädde i diplomattjänst 1896, och blev 1918 Frankrikes minister i Argentina. Därefter blev han Fransk minister i Mexiko 1920, och samma år utrikesministeriets inspektör för diplomatiska och konsulära befattningar i utlandet. 1923-28 var han sändebud i Abessinien, och blev samma år avdelningschef i utrikesministeriet. 1930 utnämndes han till fransk minister i Sverige.